# Pearce (pseudonyme)
Pour les articles homonymes, voir Pearce.
Cet article court présente un sujet plus développé dans : Yann (auteur) et Didier Conrad.
Pearce est un pseudonyme collectif utilisé par le scénariste Yann et le dessinateur Conrad pour les séries Kid Lucky (1995-1997) puis Cotton Kid (1999-2003), toutes deux co-scénarisées par Jean Léturgie.

## Historique
Yann et Conrad, alors plus connus pour leurs albums destinés aux adolescents et adultes, ont choisi d'utiliser ce pseudonyme lorsque Morris les a autorisés à réaliser avec Jean Léturgie une série dérivée de Lucky Luke mettant en scène l'enfance du cow-boy. Cependant, à l'occasion de la parution du second album, les éditions Lucky Productions font apparaître le nom habituel des deux auteurs sur la page de garde, ce qui conduit à un litige et au report de la mise en vente des 150 000 albums imprimés. Ils sont finalement distribués gratuitement à la fin de l'année 1997 par l'éditeur, les crédits originaux étant dissimulés par une surimpression.
Yann, Conrad et Léturgie reprennent l'idée d'un petit garçon vivant des aventures humoristiques au Far West deux ans plus tard dans Cotton Kid, à nouveau signée Pearce et Léturgie. La série Cotton Kid parait entre 1999 entre 2003 et après la fin de cette série, Yann et Conrad n'utilisent plus ce pseudonyme commun.

## Albums publiés
- Kid Lucky, Lucky Productions, avril 1995 (ISBN 2-940012-60-1)
- Oklahoma Jim, Lucky Productions, janvier 1997 (ISBN 2-940144-08-7).
- Cotton Kid, Vents d'Ouest :

1. Au nom de la loi et de Mr Pinkerton[3], 1999  (ISBN 2869678657).
2. Charivari dans les bayous[4],[5], 2000  (ISBN 2869678827).
3. Z comme Sorro[6], 2000  (ISBN 2869679165).
4. La Piste de Chisholm, 2001  (ISBN 2869679521).
5. La Septième femme de Géronimo, 2002  (ISBN 2749300118).
6. Le Coyote noir[7],[8], 2003  (ISBN 2749301033).